# دهستان کورپهو
دهستان کورپهو (به لاتین: Korphu Gewog) یک دهستان در کشور بوتان است که در ناحیهٔ ترونگسا واقع شده‌است.